# 翁多鎮 (艾利斯皮亞省)
18°43′12″N 71°42′0″W / 18.72000°N 71.70000°W
翁多鎮（西班牙語：Hondo Valle），是多明尼加共和國的城鎮，位於該國西部，由艾利斯皮亞省負責管轄，面積120.63平方公里，海拔高度890米，2012年人口5,989，人口密度每平方公里50人。